# Telmo Thompson Flores
Telmo Thompson Flores (Porto Alegre, 5 de julho de 1921 — Florianópolis, 9 de novembro de 2008) foi um engenheiro civil e político brasileiro, prefeito nomeado de Porto Alegre, durante o regime militar.
Técnico, sem história pregressa em disputas eleitorais, Thompson Flores foi indicado em 1969 para a prefeitura da capital gaúcha, pelo então governador Walter Peracchi Barcelos, e aprovado pela Assembléia Legislativa. Proveniente de uma família de raízes inglesas politicamente proeminente  no estado do Rio Grande do Sul, seu governo foi caracterizado por grandes obras, em especial na área dos transportes, desativando o bonde e incentivando o transporte automotivo, com a construção de seis viadutos. Durante sua gestão também ocorreram a inauguração do Parque Moinhos de Vento, o "Parcão", da rodoviária municipal, a abertura do bairro Restinga e a construção do Muro da Mauá, entre a avenida Mauá e o Cais do Porto. No início de 1975 entregou o cargo ao sucessor Guilherme Socias Villela.
Em 1976 assumiu a presidência da Eletrosul e, devido ao cargo, mudou-se para Florianópolis. Nas eleições legislativas de 1978 concorreu para cargo público pela primeira vez, conquistando 30 mil votos e ficando com a primeira suplência da ARENA gaúcha para deputado federal. Entretanto, não assumiu o cargo nenhuma vez, cedendo a vaga aos demais suplentes do partido. Presidiu a Eletrosul por cerca de dez anos.
Afastado da vida pública, em 1989 fixou residência definitiva na capital catarinense, após aposentar-se como engenheiro. Em Florianópolis viveu seus últimos anos, falecendo de insuficiência respiratória em 9 de novembro de 2008.

## Publicações
- Cálculo Vetorial, 1965.
- A Praça do Portão e o Viaduto Loureiro da Silva, 1970.